# Klokkentoren van Surhuisterveen
De klokkentoren van Surhuisterveen is een klokkentoren in Surhuisterveen in de Nederlandse provincie Friesland.

## Beschrijving
De 16 meter hoge vlakopgaande toren van rode gevlamde baksteen met tentdak en windhaan werd in 1934 gebouwd met expressionistische details naar ontwerp van G.M. van Manen. Het initiatief voor de bouw van de klokkentoren op een stuk gedempte vaart (De Kolk) kwam van de Vereniging Plaatselijk Belang. Het elektrisch torenuurwerk met luidklok en vier wijzerplaten werd geleverd door de firma Van Bergen uit Midwolda. De in 1942 door de Duitse bezetter gevorderde luidklok werd vervangen door een klok met het opschrift: Gyng d'earste klok ek ût de toer, de ienheit yn us doarp bleau oer. Sa lang die ienheit bliuwt bistean, lied ik hjir yn't Surhústerfean. De ingang bevindt zich aan de noordzijde en aan de zuidzijde is een gedenksteen aangebracht. De in 1978 gerestaureerde toren is een rijksmonument.